# Manuel Rodas
Manuel Oseas Rodas Ochoa (La Esperanza, Quetzaltenango, 5 de julio de 1984) es un ciclista profesional guatemalteco que corre para el equipo guatemalteco aficionado el Decorabaños.

## Palmarés
2006
- 1 etapa de la Vuelta a Guatemala

2007
- 1 etapa de la Vuelta a Guatemala

2008
- 1 etapa de la Vuelta a Costa Rica

2009
- 1 etapa de la Vuelta a Guatemala

2010
- Campeonato de Guatemala Contrarreloj

2011
- Campeonato Centroamericano de Ciclismo en Ruta
- Campeonato Centroamericano de Contrarreloj
- 2.º en el Campeonato de Guatemala Contrarreloj

2012
- Campeonato de Guatemala Contrarreloj

2013
- Prueba Contrarreloj de los X Juegos Deportivos Centroamericanos
- 2.º en la prueba de Ruta de los X Juegos Deportivos Centroamericanos
- Campeonato de Guatemala Contrarreloj
- 1 etapa de la Ruta del Centro

2014
- Campeonato de Guatemala Contrarreloj
- 3.º en la prueba de Ruta de los XXII Juegos Centroamericanos y del Caribe

2015
- Campeonato de Guatemala en Ruta
- Campeonato de Guatemala Contrarreloj
- 1 etapa de la Vuelta a Guatemala
- 2.º en Campeonato Panamericano de Contrarreloj

2016
- Campeonato de Guatemala en Ruta
- Campeonato de Guatemala Contrarreloj
- 1 etapa de la Vuelta a Guatemala

2017
- Campeonato de Guatemala Contrarreloj
- Campeonato de Guatemala de Contrarreloj por Equipos   (junto con Dorian Monterroso y Alder Torres)
- 2.º en el Campeonato de Guatemala en Ruta
- Prueba Contrarreloj de los XI Juegos Deportivos Centroamericanos
- Vuelta a Guatemala, más 1 etapa
- 3.º en Campeonato Panamericano de Contrarreloj

2018
- Campeonato de Guatemala Contrarreloj
- 3.º en Campeonato Panamericano de Contrarreloj

2019
- Campeonato Centroamericano de Ciclismo en Ruta [1]
- Campeonato Centroamericano de Contrarreloj [1]
- Campeonato de Guatemala Contrarreloj
- 3.º en el Campeonato de Guatemala en Ruta
- Vuelta a Guatemala, más 1 etapa

2020
- 1 etapa de la Vuelta a Guatemala
- 3.º en el Campeonato Centroamericano Contrarreloj

2021
- Campeonato de Guatemala Contrarreloj
- 3.º en el Campeonato Centroamericano Contrarreloj

2022
- Campeonato de Guatemala Contrarreloj
- 2.º en el Campeonato Centroamericano Contrarreloj

2023
- Campeonato de Guatemala Contrarreloj

2024
- Campeonato de Guatemala Contrarreloj

2025
- Campeonato Centroamericano Contrarreloj